# Songs the Lord Taught Us
 (septembre 2020).
Albums de The Cramps
Gravest Hits
(1979) Psychedelic Jungle
(1981)
Songs the Lord Taught Us est le deuxième album studio du groupe américain The Cramps. Lors de sa parution en CD, il fut enrichi de 5 titres bonus [pistes 14 à 18].

## Titres
1. T.V. Set
2. Rock on the Moon
3. Garbageman
4. I Was a Teenage Werewolf
5. Sunglasses After Dark
6. The Mad Daddy
7. Mystery Plane
8. Zombie Dance
9. What's Behind the Mask?
10. Strychnine
11. I'm Cramped
12. Tear It Up
13. Fever
14. I Was a Teenage Werewolf (With False Start) [Original Mix]
15. Mystery Plane [Original Mix]
16. Twist and Shout
17. I'm Cramped [Original Mix]
18. The Mad Daddy [Original Mix]